# Comarque de Vitigudino
La comarque de Vitigudino (parfois nommée Las Arribes) est une comarque située au nord-est de la province de Salamanque, dans la communauté autonome de Castille-et-León, Espagne.
Elle est constituée des sous-comarques El Abadengo (es), La Ramajería, La Ribera de Salamanca et la Tierra de Vitigudino.
Elle comprend la commune de Vitigudino.